# Peters Polar Combi Porter 200
Der Polar Combi Porter 200, verkürzt auch als PCP 200 bezeichnet, ist ein Mehrzweckfrachtschiffstyp der niederländischen Werft Peters in Kampen. Von Juli 1998 bis April 2002 lieferte das Unternehmen dreizehn Schiffe dieser Baureihe ab, davon acht in Form des Untertyps PCP 200-B.

## Geschichte

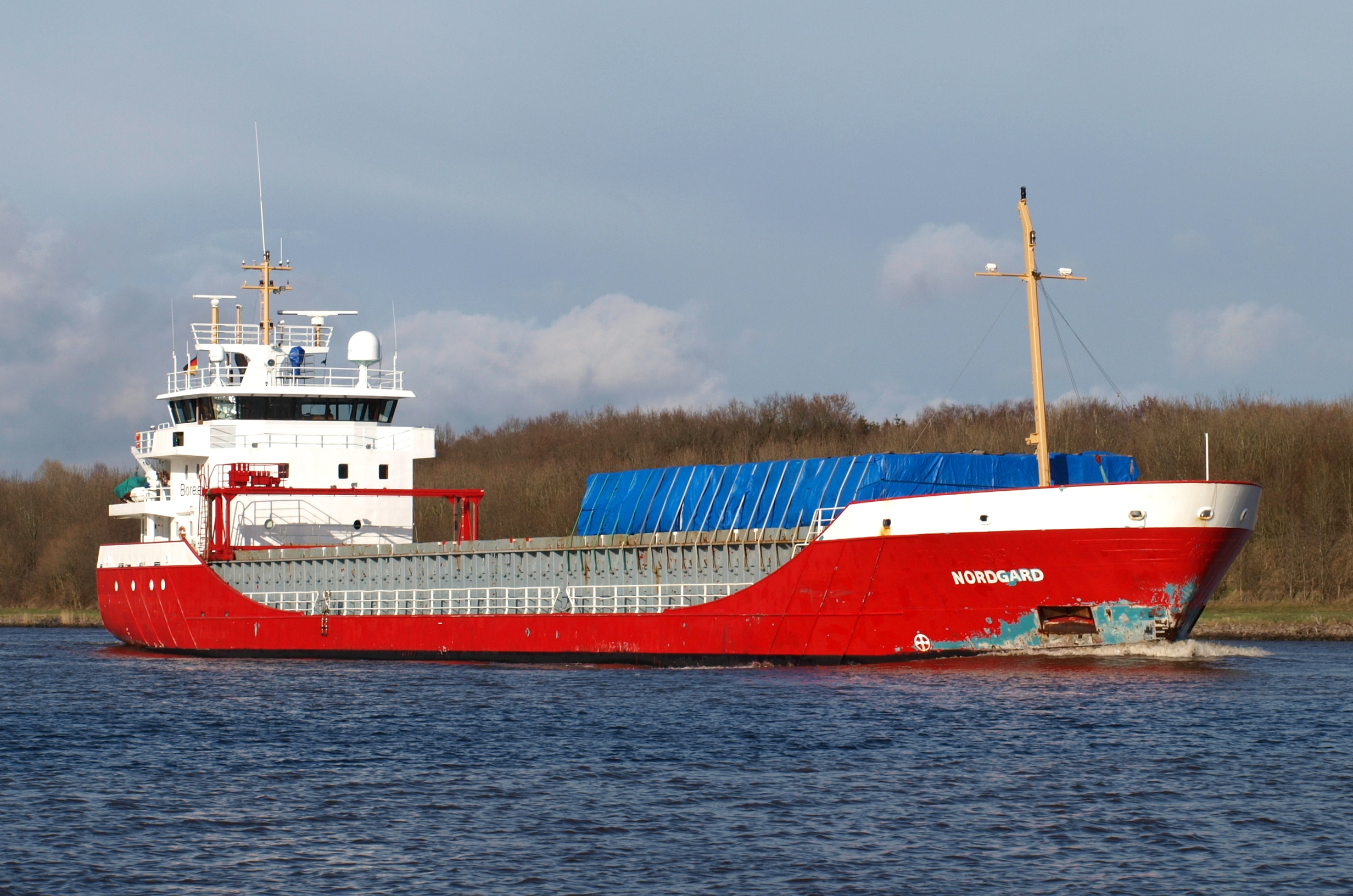
Die Nordgard (Grundtyp PCP 200)

Der Polar Combi Porter 200 wurde Mitte der 1990er Jahre von der Scheepswerf Peters als Küstenmotorschiff mit einem Rauminhalt von 200.000 Kubikfuß für Fahrten in Gewässern mit schwierigen Eisverhältnissen konzipiert. Zunächst gingen acht Bestellungen von verschiedenen niederländischen Reedereien ein. Der Bau der ersten Einheiten begann im Jahr 1996.
Das Typschiff der Serie ist die Lumare, die ihren Stapellauf am 20. Juni 1998 hatte und deren Ablieferung am 25. Juli 1998 an die Harlinger Reederei Reijer Arends erfolgte. Die Lumare sowie die ebenfalls an Reederei Arends abgelieferte Transmare wurden 2005 von der Heinz Corleis KG aus Stade erworben, wodurch sie die Namen Delfin und Capella bekamen. Die meisten Schiffe der Baureihe waren von der Reederei Royal Amasus Hansen B.V. (RAH) aus Rhoon in Auftrag gegeben worden, die nacheinander sechs Polar Combi Porter 200 für verschiedene Eignergesellschaften bestellt hatte. Für die Bereederung dieser Schiffe waren ihre in Delfzijl ansässigen Tochterunternehmen RAH Management B.V. und Amasus Shipping B.V. verantwortlich. Nachdem die RAH-Gruppe im Jahr 2003 Insolvenz angemeldet hatte, wurden die Schiffe von den deutschen Reedereien Hanseatic Schiffahrt und Briese Schiffahrt übernommen. Im Jahr 2010 trat Reederei Briese ihre drei Polar Combi Porter an die norwegische Kopervik-Gruppe ab. Hanseatic Schiffahrt verkaufte ihre beiden letzten PCP 200-B im Jahr 2018 an die norwegische Reederei Wilson.
Die finnische Reederei Bore setzte ab 2006 mit der Nordgard (ehemals Thalassa), Westgard (ehemals Sabinia), Sydgard (ehemals Polar Snow) und Ostgard (ehemals Rufinia) vier Polar Combi Porter ein. Diese vier Schiffe wurden 2014 an Wagenborg weiterverkauft.

## Technik

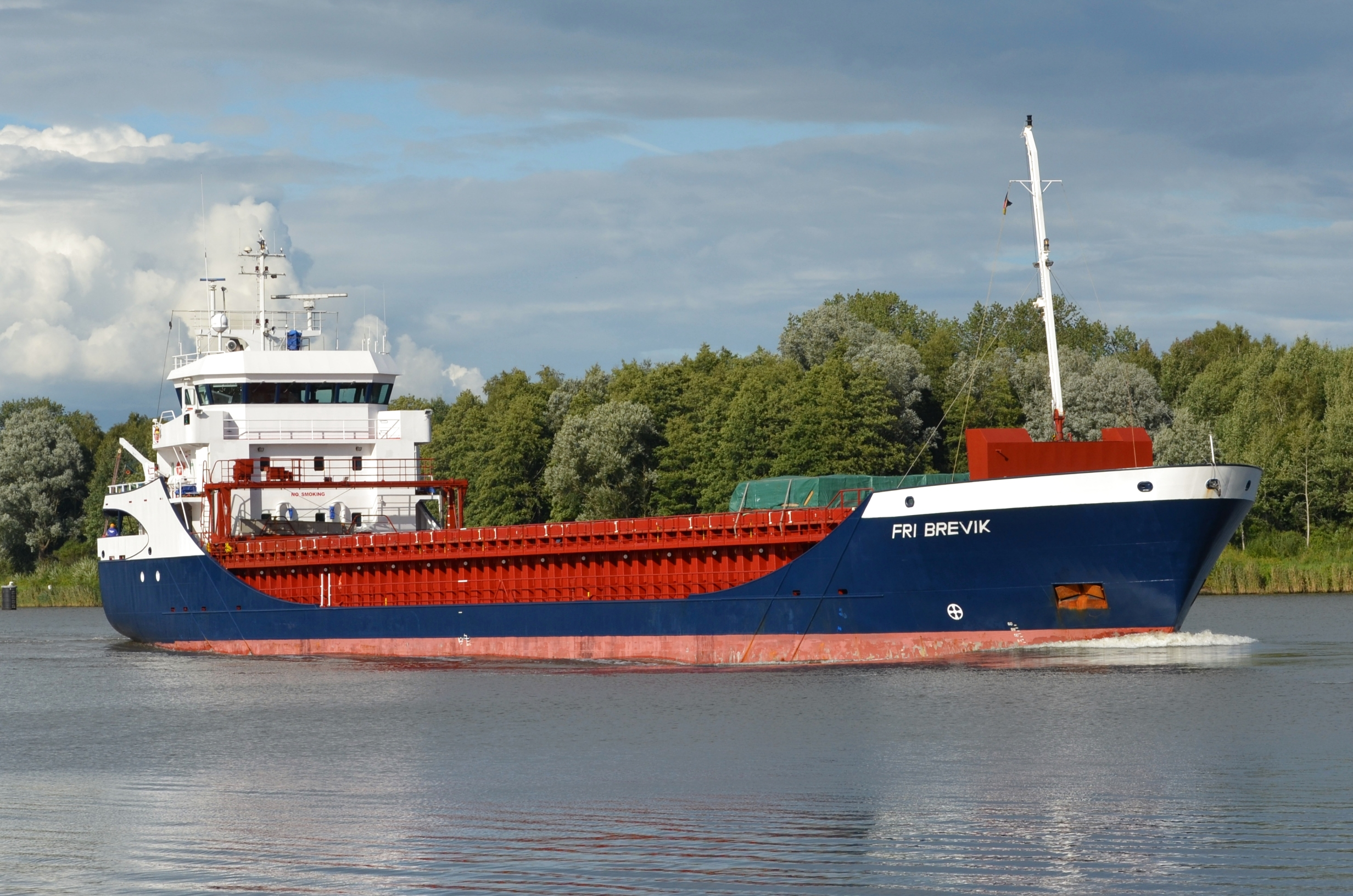
Die Fri Brevik (Untertyp PCP 200-B)

Der Polar Combi Porter 200 hat eine Gesamtlänge von 89,25 m (84,95 m Lpp) und eine Breite von 13,40 m. Seine Höhe vom Kiel bis zum Hauptdeck beträgt 7,15 m, der maximale Tiefgang 5,67 m. Die Rümpfe sind verstärkt und erfüllen die finnisch-schwedische Eisklasse 1A.

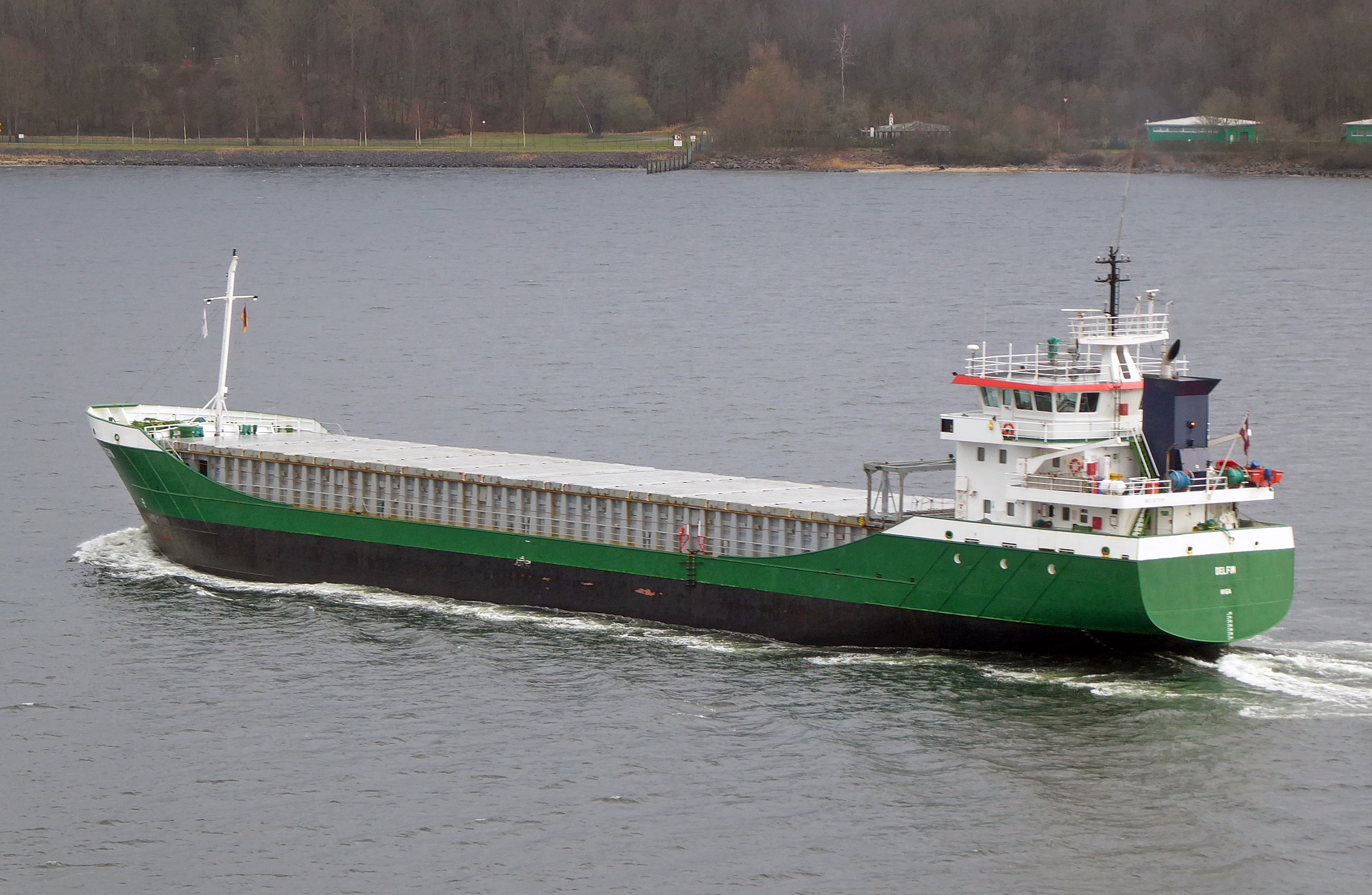
Heckansicht der Delfin

Die Tragfähigkeit der dreizehn gebauten Einheiten variiert und liegt zwischen 3.770 dwt und rund 4.330 dwt. Die Schiffe besitzen einen 62,95 m langen und 11,16 m breiten Laderaum, der sich auf den vorderen 7,20 m und den hinteren 9,70 m deutlich verjüngt. Der Raum kann durch zwei bewegliche Schotten in drei Abschnitte unterteilt werden, so dass ein gleichzeitiger Transport von verschiedenen Ladungen möglich ist. Die Tankdecke ist zum Transport von Schwergut verstärkt und für eine Belastung von 15 t/m² ausgelegt. Die Schiffe sind mit Pontonlukendeckel des Herstellers Coops & Nienborg ausgerüstet, die mit 1,6 t/m² belastet werden können. Das Anheben und Versetzen der Deckel erfolgt mit einem Lukenwagen.
Die ersten fünf PCP 200 sind bei Ablieferung mit 2.789 BRZ und 1.587 NRZ vermessen worden. Sie haben ein 2,45 m hohes Lukensull. Ihr Laderaum weist eine Tiefe von 8,65 m und einen Rauminhalt von 5.663 m³ auf. Durch den Laderaum verläuft ein sogenannter „Strongbeam“, der den Raum mittig in zwei 31,25 m lange Hälften unterteilt. Der „Strongbeam“ reicht bei den erstgebauten Schiffe 4,47 m tief in den Laderaum hinab und endet etwa 4,18 m über dem Raumboden. Unterhalb des „Strongbeams“ ist der Raum durchgängig. An Bord können bis zu 208 20-Fuß-Standardcontainer (TEU) gestaut werden, davon 112 TEU im Raum und 96 TEU an Deck. Alternativ kann eine Beladung mit 76 40-Fuß-Containern (FEU) plus 40 TEU im Raum und 40 FEU plus 16 TEU an Deck erfolgen.
Die letzten acht abgelieferten Einheiten unterscheiden sich in mehreren Details von den ersten Schiffen und erhielten die Typbezeichnung PCP 200-B. Sie wurden bei Ablieferung mit 2.785 BRZ und 1.601 NRZ vermessen. Der Untertyp PCP 200-B besitzt ein leicht modifiziertes Deckshaus. Ein auffälliges Merkmal ist sein Schanzkleid, das hinter dem Laderaum ansteigt und bis zum Bootsdeck, dem zweiten Deck der Aufbauten, hinaufreicht. Die Schiffe sind mit einem 2,65 m hohen Lukensull ausgerüstet, so dass ihr Laderaum eine Tiefe von 8,84 m und einen Rauminhalt von 5.808 m³ aufweist. Die Containerkapazität wurde werftseitig mit 181 TEU angegeben, wobei 106 TEU im Raum und 75 TEU an Deck gestaut werden können. Alternativ ist eine Beladung mit 83 FEU plus 10 TEU möglich, davon 35 FEU an Deck.
Alle Polar Combi Porter werden von je einem 1.800 kW leistenden Sechszylinder-Viertakt-Dieselmotor des Typs MaK 6 M 25 angetrieben, der auf einen Verstellpropeller wirkt. An Bord befinden sich jeweils ein Dieselgenerator und ein Wellengenerator zur Stromerzeugung sowie ein Notgenerator. Für An- und Ablegemanöver verfügen die Schiffe über ein elektrisch angetriebenes Bugstrahlruder, wobei Anlagen verschiedener Hersteller mit Leistungen von 200 kW bis 300 kW verbaut wurden.

## Die Schiffe
| Polar Combi Porter 200                                             | Polar Combi Porter 200 | Polar Combi Porter 200 | Polar Combi Porter 200 | Polar Combi Porter 200            | Polar Combi Porter 200                      | Polar Combi Porter 200 |
| Bauname                                                            | Typ                    | Bau- nummer            | IMO- Nummer            | Kiellegung Stapellauf Ablieferung | Auftraggeber                                | Umbenennungen und Verbleib |
| ------------------------------------------------------------------ | ---------------------- | ---------------------- | ---------------------- | --------------------------------- | ------------------------------------------- | --- |
| Lumare                                                             | 200                    | 457                    | 9173161                | 02.04.1997 20.06.1998 25.07.1998  | Reijer Arends, Harlingen                    | 2005 Delfin, so 2025 in Fahrt |
| Thalassa                                                           | 200                    | 454                    | 9148180                | 26.08.1996 19.12.1998 06.02.1999  | Geert Switynk, Harlingen                    | 2006 Liamare → 2006 Nordgard → 2014 Nordborg, so 2025 in Fahrt                                                                        |
| Polar Star                                                         | 200                    | 456                    | 9148207                | 18.06.1998 04.09.1999 02.10.1999  | Rederij Chr. Kornet & Zonen B.V., Werkendam | 2002 Baltic Shamrock → 2005 Merwekreek → 2006 Osterems → 2019 Haafjell, so 2025 in Fahrt                                              |
| Transmare                                                          | 200                    | 462                    | 9190171                | 20.04.1998 24.04.1999 29.05.1999  | Reijer Arends, Harlingen                    | 2005 Capella, so 2025 in Fahrt |
| Polar Sun                                                          | 200                    | 455                    | 9148192                | 02.06.1996 16.12.1999 08.01.2000  | Royal Amasus Hansen B.V., Rhoon             | 2004 Frisian Sun → 2010 Fri Skien, so 2025 in Fahrt                                                                                   |
| Sabinia                                                            | 200B                   | 464                    | 9196187                | 16.05.1998 25.03.2000 23.04.2000  | Flagship Management B.V., Farmsum           | 2006 Westgard → 2015 Westborg, so 2025 in Fahrt                                                                                       |
| Polar Sea                                                          | 200B                   | 465                    | 9196199                | 20.05.1998 20.05.2000 30.06.2000  | Royal Amasus Hansen B.V., Rhoon             | 2004 Bremer Reeder → 2010 Fri Porsgunn, so 2025 in Fahrt                                                                              |
| Polar Snow                                                         | 200B                   | 466                    | 9196204                | 20.05.1998 09.09.2000 07.10.2000  | Royal Amasus Hansen B.V., Rhoon             | 2003 Griend → 2006 Sydgard → 2015 Sydborg, so 2025 in Fahrt                                                                           |
| Dependent                                                          | 200B                   | 450                    | 9213997                | 30.06.1998 09.06.2001 19.07.2001  | Gerardus J. & Peter Schalk, Geldermalsen    | 2008 Fehn Sirius → 2014 Fehn Polaris → 2018 Kuper → 2021 Lafjell, so 2025 in Fahrt                                                    |
| Polar Sky                                                          | 200B                   | 463                    | 9190183                | 20.04.1998 24.01.2001 23.03.2001  | Royal Amasus Hansen B.V., Rhoon             | 2004 Frisian Sky → 2010 Fri Brevik, so 2025 in Fahrt                                                                                  |
| Rufinia                                                            | 200B                   | 467                    | 9196216                | 20.05.1998 02.12.2000 06.01.2001  | Flagship Management B.V., Farmsum           | 2006 Ostgard → 2015 Ostborg, so 2025 in Fahrt                                                                                         |
| Polar Breeze                                                       | 200B                   | 475                    | 9229128                | 30.06.1998 26.10.2001 23.11.2001  | Royal Amasus Hansen B.V., Rhoon             | abgeliefert als Jaco-Trader → 2005 Hanseatic Trader → 2016 Wilson Hobro → 2017 Hanseatic Trader → 2018 Wilson Hobro, so 2025 in Fahrt |
| Polar Bright                                                       | 200B                   | 476                    | 9229130                | 30.06.1998 15.03.2002 05.04.2002  | Royal Amasus Hansen B.V., Rhoon             | abgeliefert als Hanseatic Scout → 2016 Wilson Holla, so 2025 in Fahrt                                                                 |
| Daten: Stichting Maritiem Historische Databank, Miramar Ship Index |                        |                        |                        |                                   |                                             | |